# Victoria, Newport
Victoria är en stadsdel och community i staden Newport i Wales, Storbritannien.